# Гедлунд, Виктор Александрович
Виктор Александрович Гедлунд (швед. Viktor Bernhard Hedlund; 25 мая (6 июня) 1853, Гельсингфорс — 4 июля 1922, Хельсинки) — русский и финляндский государственный и военный деятель.

## Биография
Урожденный Виктор Бернхард Бьёркстен. Сын Аманды Матильды Бьёрк (23.7.1824—10.3.1870, н. ст.) от неизвестного отца. В 1853—1858 годах воспитывался в приемной семье почтальона Эрика Августа Гранстрёма и Анны Софии Сёдерхольм. В 1858—1859 годах находился под опекой тетки Марии Вильгельмины Бьёрк (в замужестве Коллан). С 1859 года носил фамилию отчима, музыканта Александра Константина Эльга (30.5.1823—26.11.1859, н. ст.), затем фамилию другого отчима, Йохана Густава Хедлунда (20.1.1832—12.8.1877, н. ст.).
2 июля 1866 принят в Финляндский кадетский корпус. В службу вступил 12 августа 1871. Выпущен прапорщиком 10 августа 1873 в лейб-гвардии Литовский полк. Подпоручик (4.04.1876). Участвовал в русско-турецкой войне 1877—1878 годов, в январе 1878 был ранен в бою под Карагачем, в ходе Филиппопольского сражения, где командовал ротой. За эту кампанию был награжден тремя боевыми орденами. Поручик (30.08.1877), штабс-капитан (20.04.1880). 12 февраля 1881 командирован в качестве ротного офицера в Финляндский кадетский корпус. 24 апреля 1888 произведен в капитаны, в 1888—1889 годах служил адъютантом и казначеем корпуса.
12 августа 1889 вернулся в лейб-гвардии Литовский полк. 26 марта 1893 произведен в полковники и назначен командиром батальона в лейб-гвардии Волынский полк. 27 января 1898 назначен командиром 14-го Грузинского гренадерского полка, с 29 октября 1899 — командиром лейб-гвардии 3-го стрелкового Финского батальона. Генерал-майор (старшинство с 1.04.1901). С 3 февраля 1903 состоял в распоряжении Главнокомандующего войсками гвардии и Петербургского военного оеруга. Командир лейб-гвардии Кексгольмского полка (9.06.1903), затем командир 1-й бригады 3-й гвардейской пехотной дивизии (10.01.1905). По некоторым сведениям, осенью 1906 Высшая аттестационная комиссия приняла решение уволить Гедлунда от службы, но тому удалось сохранить должность.
В период так называемого «сабельного сената» Гедлунд 10 октября 1909 был назначен сенатором, членом хозяйственного департамента и исполняющим обязанности председателя финансового комитета Императорского финляндского сената. В том же году произведен в генерал-лейтенанты, со старшинством с 6.12.1909. Оставался в должности сенатора до Февральской революции, и ушел в отставку вместе со всем составом сената 14 марта 1917. Последние годы жил с женой в Хельсинки.

## Награды
- Орден Святой Анны 4-й ст. с надписью «За храбрость» (1878)
- Орден Святого Станислава 3-й ст. с мечами и бантом (1878)
- Орден Святой Анны 3-й ст. с мечами и бантом (1879)
- Орден Святого Станислава 2-й ст. (1884)
- Орден Святой Анны 2-й ст. (30.08.1889)
- Орден Святого Владимира 4-й ст. за 25 лет службы (22.09.1897)
- Орден Святого Владимира 3-й ст. (1900)
- Орден Святого Станислава 1-й ст. (1904)
- Орден Святой Анны 1-й ст. (1908)
- Орден Святого Владимира 2-й ст. (1913)

Медали и знаки:
- Медаль «В память русско-турецкой войны 1877—1878» (1878)
- Знак Холмского православного Свято-Богородицкого братства 3-й ст. (1898)

Иностранные:
- Румынский Железный крест (1878)

## Семья
Даты по новому стилю
Жена: (1885, Варшава): Катарина Бернофф (Katarina Bernoff; 26.8.1865, Варшава — 10.1.1938, Хельсинки)
Дети:
- Александр (25.8.1886—2.12.1944), полковник
- Георг (4.3.1888—?)
- Борис (4.8.1890—?)